# Aeroporto di Tolosa Blagnac
L'aeroporto di Tolosa-Blagnac è un aeroporto francese situato vicino alla città di Tolosa, nel dipartimento dell'Alta Garonna, è il sesto aeroporto francese per traffico passeggeri.

Nei pressi dell'aeroporto sorgono la sede ed il principale stabilimento dell'Airbus.

## Storia
Negli anni trenta nella zona di Tolosa esistevano due piste d'atterraggio, l'aerodromo di Montaudran, realizzato nel 1919, e l'Aeroporto di Francazal. In quel periodo, grazie all'evoluzione dei servizio di posta aerea, l'espansione del traffico commerciale resero Tolosa un sempre più importante centro di collegamento aereo e le esigenze di avere uno scalo più efficiente si fecero pressanti. Tra i due fu il secondo ad aumentare il traffico, grazie alla scelta di essere utilizzato come scalo dalla compagnia aerea Air France, passando dalle 1 970 partenze nel 1930 alle 4 046 del 1932; tuttavia, benché l'impianto avesse beneficiato di un ampliamento, le esigenze espresse dall'Armée de l'air, l'aeronautica militare francese, per la situazione geopolitica che porterà allo scoppio della Seconda guerra mondiale, non consentirono all'aviazione commerciale un adeguato sviluppo. Si rese quindi necessario lo studio per l'identificazione di un sito per la realizzazione di un nuovo e più moderno scalo aeroportuale.
L'aeroporto di Tolosa Blagnac aprì i battenti nel 1939, come polo industriale. Nel 1945 è stato aperto all'aviazione e nel 1953 è stato aperto il suo primo terminal. Il 1969 è una data storica per lo scalo, allorché dalla pista 32L avvenne il decollo del primo Concorde, un tipo di aeromobile supersonico ritirato dall'esercizio operativo nel 2003. Fino al 2007, l'aeroporto era di proprietà della Camera di Commercio e dell'Industria di Tolosa, che poi è diventata azionista della nuova società di gestione.

## Infrastrutture dello scalo
L'aeroporto occupa una superficie totale di 61 000 m², occupati principalmente dalle due piste e da un unico terminal passeggeri, in grado di ospitare 8,5 milioni di transiti all'anno e diviso in quattro parti:
- Hall A
- Hall B
- Hall C
- Hall D

L'aerostazione, nel suo complesso, è dotata di:
- 64 banchi per il check-in;
- 28 gate, di cui 10 sono collegati ad altrettanti finger;
- 5 nastri di riconsegna bagagli;
- 8 ascensori;
- 14 scale mobili.

Entrambe le piste, una orientata 14L/32R e l'altra 14R/32L, hanno il sistema di atterraggio strumentale ILS e sono dotate del sistema PAPI.